# Associazione Italiana Football Americano
L'Associazione Italiana Football Americano (AIFA) è stata una associazione sportiva attiva dal 1981 al 1987, che organizzava, gestiva e promuoveva i campionati di football americano in Italia.

## Storia
L'AIFA venne costituita a opera di cinque Società: Rhinos Milano, Rams Milano, Frogs Busto Arsizio, Giaguari Torino e Aquile Ferrara. Presidente venne eletto Giovanni Colombo, considerato il "padre" del football americano italiano, a cui dal 1998 è intitolato il trofeo del Superbowl italiano. Nel 1981 si disputò quindi il primo campionato italiano che vide il suo epilogo nel primo SuperBowl organizzato dall'AIFA a Santa Margherita Ligure e che vide la vittoria dei Rhinos sui Frogs.
L'associazione, sotto la guida delle prime cinque squadre fondatrici, arrivò ad avere oltre 120 squadre divise nei campionati di Serie A, B e C oltre ad un campionato Under 21, dal quale uscirono ad esempio alcuni MVP del Campionato europeo di football americano del 1987.
Nel 1987 alcune squadre decisero che era il tempo di cambiare sostituendo con un ambizioso presidente Gianantonio Arnoldi il tifoso/appassionato Colombo. Dopo un primo risultato ossia l'ingresso in CONI nel 1988 e il cambio di denominazione da AIFA in Federazione Italiana American Football, seguì un declino della nuova federazione che avrebbe visto poi non solo la chiusura di molte società, ma anche il progressivo indebitamento federale fino ad arrivare al suo fallimento.